# 貴船橋站
貴船橋站（日语：／ Kifunebashi eki */?）是位於福岡縣田川郡添田町，屬於九州旅客鐵道（JR九州）日田彥山線BRT（BRT彥星線）的車站。車站設於福岡縣道52號上，由於車站靠近橫越彥山川的「貴船橋」，因而取名。該車站亦是以服務東邊的貴船社區居民為主。
根據JR九州的定義，本站雖為巴士站，但仍然以代表鐵路車站的稱呼。

## 車站結構

### 候車月台
上、下行的候車位置並不是在同一位置，其中上行車站設於貴船橋北端的一個既設的巴士站，距離貴船橋也較為接近，至於往日田方向的車站則設於貴船橋南端的一個避車處，亦距離貴船橋較遠，兩月台相距約150米。
兩個月台均採用直立式站牌，而上行月台本身已設有一個以鐵架及透明膠板所搭成的候車亭，亭內設有一張四個獨立座位的塑膠候車座位；而下行月台則完全沒有任何配置。
又因環境的限制，本站並未有設置LED班次顯示屏，只採用紙本時間表。
| 月台             | 路線                        | 上下行   | 方向           | 備註 |
| ---------------- | --------------------------- | -------- | -------------- | ---- |
| 東側（靠近河邊） | ■日田彥山線BRT（BRT彥星線） | 下行     | 彥山、日田方向 |      |
| 西側（靠近山邊） | 上行                        | 添田方向 |                |      |

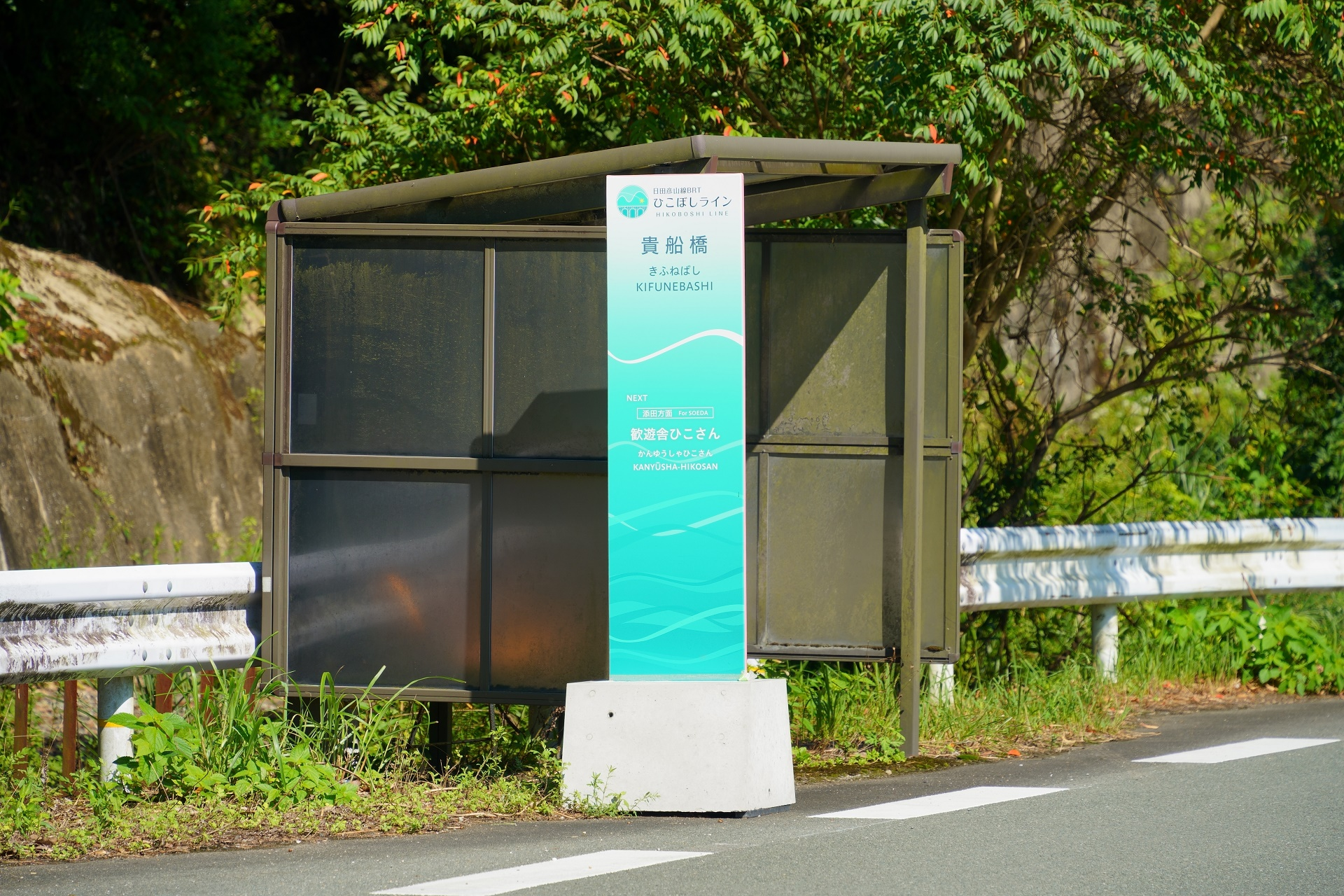
往添田方向的上行BRT月台（2023年9月）

## 歷史
- 2022年6月30日：JR九州公佈日田彥山線BRT的車站設置計劃，本站為其中一個新加設的車站[2][3]。
- 2023年8月28日：車站正式啟用[4][5]。

## 使用狀況
| 年度 | 一日平均 乘車人次 | 參考資料   |
| ---- | ----------------- | ---------- |
| 2023 | 1                 | [ 統計 1 ] |

## 相鄰車站
九州旅客鐵道（JR九州）
■日田彥山線BRT（BRT彥星線）
歡遊舍彥山 — 貴船橋 — 豐前桝田

### 統計
1. ↑  駅別乗車人員上位300駅（2023年度） （页面存档备份，存于），JR九州。

## 外部連結
- JR九州貴船橋（BRT）站（日語）